# Mpimba (vattendrag i Burundi, Ngozi)
Mpimba är ett vattendrag i Burundi.   Det ligger i provinsen Ngozi, i den centrala delen av landet, 70 km nordost om huvudstaden Bujumbura.